# 约热夫·泰尔泰伊
约热夫·泰尔泰伊（1960年5月5日—），塞尔维亚男子摔跤运动员。他曾代表南斯拉夫参加1984年和1988年夏季奥林匹克运动会摔跤比赛，其中1984年奥运会获得一枚铜牌。